# Iwanowka (Tatarstan, Wyssokogorski)
Iwanowka (russisch Ивановка) ist eine Derewnja (Dorf) in der russischen Republik Tatarstan. Der Ort gehört zur Landgemeinde Tschernyschewskoje selskoje posselenije im Wyssokogorski rajon. Er hat neun Einwohner (Stand 2010).

## Geographie
Iwanowka liegt an einem Altarm des Flusses Kasanka inmitten der beiden Kleingartensiedlungen Kasanka-1 und Kamenka sechs Kilometer nördlich vom Rajonzentrum, der Siedlung der Bahnstation Wyssokaja Gora. Die Bahnstation befindet sich an der Strecke von Kasan nach Jekaterinburg. Der Gemeindesitz Tschernyschewka liegt zwei Kilometer nordwestlich.